# Xylopia pyrifolia
Xylopia pyrifolia este o specie de plante angiosperme din genul Xylopia, familia Annonaceae, descrisă de Adolf Engler. Conform Catalogue of Life specia Xylopia pyrifolia nu are subspecii cunoscute.